# Tadashi Abe
Tadashi Abe (1926 - 23 de novembre de 1984) va ser un dels pioners de l'aikido a Europa.
Va començar a practicar aikido el 1942 a Osaka.